# Francia férfi kézilabda-válogatott
A francia férfi kézilabda-válogatott Franciaország nemzeti csapata, melyet a Francia Kézilabda-szövetség (franciául: Fédération française de handball) szervez.

## Eredmények nemzetközi tornákon
Az 1990-es évektől kezdődően a Francia válogatott meghatározó csapattá vált. Az 1992-es olimpián bronzérmet szereztek. Ez a helyezés népszerűvé tette a sportágat Franciaországban. Egy évvel az olimpiai bronz után az 1993-as világbajnokságon a döntőben szenvedtek vereséget az Orosz válogatott ellen, 1995-ben viszont már a dobogó legfelső fokára álltak, mivel az Izlandon rendezett világbajnokságon legyőzték Horvátországot a döntőben. A következő világbajnoki trófeára egészen 2001-ig kellett várni. Ekkor hazai pályán szerezték második világbajnok címüket.
A sikerek után egy kisebb időszak következett torna győzelmek nélkül. A 2003-as vb-n a 3. a 2004-es olimpián az 5. míg a 2005-ös vb-n szintén a 3. helyen végeztek.
2006-ban megnyerték az Európa-bajnokságot. A döntőben Spanyolország legjobbjait múlták felül 31-23 arányban. Ez volt a válogatott első kontinens bajnoki győzelme.
A 2008-as pekingi olimpiai játékokon a válogatott egyik legnagyobb sikerét érték el, amikor is megszerezték az aranyérmet és ezzel olimpiai bajnoki címet szereztek. Az olimpián szereplő csapatból Thierry Omeyer, Daniel Narcisse és Bertrand Gille tagja volt a torna All Star csapatának.
A sikerekkel nem álltak le, mivel fél évvel később ismét világbajnokságot nyertek. Méghozzá Horvátország ellen, akiket hazai közönség előtt sikerült legyőzniük, 2010-ben pedig Ausztriában második Európa-bajnoki serlegüket emelhették a magasba.
Franciaország az eddigi egyetlen férfi kézilabda-válogatott, amely mind a három rangos nemzetközi trófeát egy időben magáénak tudhatta. (Európa-bajnokság, világbajnokság és olimpia)

## Érmek
Olimpiai játékok
- : 2008, 2012, 2020
- : 2016
- : 1992

Világbajnokság
- : 1995, 2001, 2009, 2011, 2015, 2017
- : 1993, 2023
- : 1997, 2003, 2005, 2021, 2025

Európa-bajnokság
- : 2006, 2010 , 2014, 2024
- : 2008, 2018

## További információl
- A francia Kézilabda-szövetség honlapja